# Fuleda
Fuleda (niem. Faulhöden) – osada w Polsce położona na Mazurach, w województwie warmińsko-mazurskim, w powiecie giżyckim, w gminie Giżycko.
Fuledę założono w 1505 r. jako jedną z nielicznych wsi królewskich na Mazurach. W 1561 roku zasiedlili ją chłopi z Pierkunowa, którzy ziemię posiadaną w tamtej wsi odstąpili państwu. W 1668 roku książę Fryderyk Wilhelm nadał Fuledę Johannowi Dietrichowi von Tettau. Jakiś czas gospodarzyli tu Łosiowie, polska szlachta. Przed 1945 rokiem majątek znajdował się w rękach barona von Schenk zu Tautenberg z Doby. Szkołę założono w Fuledzie w 1857 roku. Niemiecka nazwa wsi brzmiała Faulhöden, natomiast po II wojnie światowej początkowo miejscowość nazywała się Sokolnik.
Obecnie na terenie Fuledy znajdują się gospodarstwa rolne oraz ogródki działkowe. Wieś położona jest na półwyspie Fuledzki Róg nad brzegiem jeziora Dobskiego, stanowiącego w całości unikatowy rezerwat przyrody. W pobliżu rezerwat przyrody nieożywionej „Głazowisko Fuledzki Róg” z kompleksem kilku tysięcy głazów narzutowych.
W latach 1975–1998 miejscowość należała administracyjnie do województwa suwalskiego.